# Нарративное интервью
Нарративное интервью (англ. и фр. narrative — повествовательный) — метод сбора качественных данных, который сводится к анализу рассказов и историй людей. Концепция нарративного интервью восходит к идеям немецкого социолога Фрица Шютце, который считал, что рассказы — это «элементарный институт человеческой коммуникации», а пересказы историй — это базовая форма повседневной коммуникации.
Исследователи, применяющие метод нарративного интервью для сбора данных, изучают не только содержание рассказа, но и его структуру, правила и принципы его построения, которые делают историю целостной, завершённой и понятной для слушателя.

## История метода
Ф. Шютце первоначально применял технику нарративного интервью как метод биографических исследованиях в рамках социологического проекта Билефельдского университета, начиная с 1975 года,  с целью анализа положения дел и взаимодействия между властными структурами после объединения муниципальных округов. Оказалось, что полученные рассказы муниципальных политиков о степени их включённости в подобные объединения дали гораздо больше полезной информации, чем просьба ответить на ряд заранее подготовленных вопросов.
С начала 1980-х гг. в Германии техника нарративного интервью стала активно использоваться в биографических исследованиях. Они проводились среди таких групп населения, как безработные, бездомные, пациенты психиатрических клиник, представители различных профессиональных сообществ, участники Второй мировой войны и т. д.
В настоящее время метод нарративного интервью используется в любых качественных исследованиях, целью которых является изучения нарративной идентичности. Также этот метод пригоден для выявления социализацонных факторов, которые легли в основу становления гендерной идентичности, и механизмов формирования гендерных установок .

## Характеристика метода
Нарративное интервью предполагает свободный рассказ на заданную тему, где создаётся установка на поощрение и стимулирование рассказывания. Таким стимулом является «нарративный импульс», который провоцирует человека на рассказ. Таким импульсом обычно становится запрос со стороны интервьюера.
Успех нарративного интервью возможен при соблюдении двух условий. Во-первых, человек рассказывает о событиях именно своей жизни (то есть рассказ ведётся от первого лица). Во-вторых, сам рассказ является экспромтом (то есть возникает под действием «нарративного импульса», а не подготавливается заранее).
Особенностями нарративного интервью, отличающими его от других видов интервью являются следующие:
- Прошлое представлено избирательно. Это связано с наличием смыслообразующего ядра, которое обеспечивает акцентирование внимания на одних деталях и потерю других.
- Рассказ построен таким образом, чтобы казаться достоверным и узнаваемым для окружающих. В процессе нарративного интервью создаётся нарративное Я, Я самого рассказчика. Оно стремится одновременно предстать подлинным и быть признанным таковым.
- Множественность текстуальных модальностей. В истории запечатлены и события, и переживания, связанные с этими событиями, и осмысление произошедшего. Таким образом, в нарративе представлено несколько измерений — практическое, аффективное и когнитивное, которые представляют собой отдельные текстовые модальности со своим набором языковых и речевых маркеров:

1. Описательный текст — четкое изложение последовательности фактов и событий в заданном контексте. Объективистский стиль текста обеспечивает отсутствие эмоций и ощущений.
2. Собственно нарратив — перечень эмоционально насыщенных фрагментов о переживаниях рассказчика при том или иной событии. Различные грамматические и интонационные приёмы стимулируют ответную эмоциональную реакцию слушателя.
3. Интерпретация — объяснение произошедшего с точки зрения самого рассказчика, который выявляет причинно-следственную связь событий, обобщает факты, ищет смысл и место произошедшего в череде других событий своей биографии.

## Этапы проведения интервью
Все интервью записываются на диктофон для дальнейшей процедуры транскрибирования записей, после которой появляется стенограмма проведённого интервью.
В общем виде этапы нарративного интервью выглядят следующим образом:
1. Формулирование основного запроса со стороны интервьюера. На этом этапе респондента вводят в ситуацию интервью, возникает «нарративный импульс» в виде просьбы поделиться историей на заданную тему.
2. Свободный рассказ респондента. В течение этого этапа интервьюер не должен перебивать рассказчика. Он должен лишь невербально или с использованием междометий поддерживать поток речи говорящего. Сигналом завершения данного этапа служит высказывание самого респондента (например, «Вот и все на этом») или логическая завершённость всего рассказа.
3. Фаза нарративных расспросов. На данном этапе интервьюер вправе задать любые вопросы респонденту, цель которых состоит в прояснении деталей, получении более подробного описания или оценки всего пережитого опыта, влияния его на жизнь человека в целом. На данной стадии сбора информации используются описательные вопросы «широкого круга», целью которых является получение от оппонент более объемного и богатого нарратива [6]. Интервью становится эпизодическим, выявляя не только последовательность действий в отдельно взятом событии, но и интерпретацию всего произошедшего[7]. С другой стороны, могут использоваться вопросы «малого круга», сфокусированные на небольшой единица опыта [6].  В таком случае нарративное интервью приобретает черты полуструктурированного интервью. Завершается этот этап вопросами, имеющими отношение к настоящему времени. Это делается, чтобы «вывести» человека из ситуации интервью, отвлечь его от воспоминаний.

Возможность повлиять на тему рассказа (например, направить её в другое русло) является одним из показателей уровня коммуникативной инициативы. Это понятие используется в лингвистике, подразумевая «ведущую роль в коммуникативной деятельности на определённом этапе диалога» . В случае с нарративным интервью инициатива должна принадлежать рассказчику, однако роль интервьюера также остается значимой . В его задачи входит добиться максимальной заинтересованности со стороны респондента. 